# XX з'їзд КПК
20-й Всекитайський з'їзд Комуністичної партії Китаю — черговий з'їзд правлячої Комуністичної партії Китаю, що відбувся 16-22 жовтня 2022 року в Пекіні..
Відбулися доповідь Генерального секретаря ЦК КПК Сі Цзіньпіна про роботу 19-го з'їзду від імені ЦК КПК, внесення поправок до Конституції КПК, а також вибори 20-го складу ЦК КПК та Центральної комісії з перевірки дисципліни 20-го скликання. Після з'їзду відбулося Перше пленарне засідання ЦК КПК 20-го скликання, на якому ЦК КПК 20-го скликання обрало голову ЦК, членів Центрального політбюро, членів Постійного комітету Центрального політбюро, секретаря Центрального секретаріату, а також затвердило призначення членів Центральної контрольно-дисциплінарної комісії.

## Політичне підґрунтя
Конституційна поправка, прийнята на першій сесії Всекитайських зборів народних представників 13-го скликання 11 березня 2018 року, вилучає статтю 79(3) Конституції, в якій йдеться про те, що голова держави може обіймати посаду лише два терміни поспіль. Оскільки дві інші ключові посади Сі Цзіньпіна, Генерального секретаря ЦК КПК та Голови Центральної військової ради, спочатку не були обмежені двома термінами поспіль, конституційна поправка була широко розцінена громадською думкою як крок Сі Цзіньпіна, спрямований на отримання більшої кількості термінів поспіль, що знайде своє відображення на першому засіданні ЦК КПК 20-го скликання у 2022 році та першому засіданні Всекитайських зборів народних представників 14-го скликання у 2023 році. Громадська думка свідчить, що Сі Цзіньпін не бажає наслідувати приклад ні Цзян Цземіня чи Ху Цзіньтао, які пішли у відставку з посад Генерального секретаря та Голови ЦК КПК у заплановані терміни, ні Мао Цзедуна та Ден Сяопіна, які контролювали партію та державу, обіймаючи лише кілька ключових посад (наприклад, голову Центральної військової ради).
У листопаді 2021 року на шостому пленарному засіданні ЦК КПК 19-го скликання було ухвалено третю історичну резолюцію КПК на основі резолюції з кількох історичних питань і резолюції з кількох історичних питань партії з часів заснування Китайської Народної Республіки. Частина громадської думки розцінила це як спробу Сі Цзіньпіна зайнятися особистим культом і поставити себе вище Цзян Цземіня та Ху Цзіньтао і, таким чином, безпосередньо поряд з Мао і Ден, а також як додаткову ознаку того, що Сі Цзіньпін намагається досягти переобрання на посаду.
На переобрання Сі вплинула низка значущих подій:
- у лютому 2022 року російське вторгнення в Україну поставило під сумнів підтримку Сі беззастережних китайсько-російських відносин[13];
- у березні місто Шанхай було закрите, а нульова політика Сі була розцінена професором Мінсін Пей, яка вивчає китайську політику в Інституті Клермонт Маккенна, як ослаблення влади Сі[14]. Існували також думки, що політика обнулення була засобом Сі Цзіньпіна перевірити слухняність лідерів на всіх рівнях і придушити громадськість[15];
- у квітні спалах складного зняття коштів з сільських банків у провінції Хенань спровокував кампанію вкладників на захист своїх прав, що призвело до демонстрації протесту і фізичного протистояння 10 липня, викликавши широке занепокоєння, що може мати негативні політичні наслідки для Сі Цзіньпіна, який прагне розпочати свій третій термін[16][17];
- у серпні Пелосі здійснила офіційний візит до Тайваню, окремі засоби масової інформації вважають, що це матиме вплив на політичну ситуацію на 20-му з'їзді[18][19][20].

16 серпня 2022 року, після конференції в Бейдайхе, прем'єр Лі Кецян відвідав Шеньчжень і спілкувався з людьми на вулицях. Наступного дня він навіть поклав вінок до бронзової статуї Ден Сяопіна і висловив думку, що «Жовта річка і Янцзи не можуть текти у зворотному напрямку», що викликало увагу і замилування в ЗМІ. 24 вересня за кордоном поширилися чутки, що Сі Цзіньпін перебуває під домашнім арештом.

## Виборчий процес та представництво
18 листопада 2021 року Центральний комітет Комуністичної партії Китаю оприлюднив Повідомлення про вибори делегатів на 20-й з'їзд партії. Центральний Комітет визначив, що всього на 20-му Всекитайському з'їзді буде 2 300 делегатів, які обиратимуться у 38 виборчих округах по всій країні. Згідно з циркуляром, делегати 20-го Всекитайського з'їзду повинні бути «видатними членами Комуністичної партії», а «політичні бар'єри та бар'єри доброчесності для кандидатів повинні суворо дотримуватися для подальшої оптимізації структури делегатів; вибори делегатів повинні проводитися за принципом «знизу-вгору», «зверху-вниз», комбінованим, багаторазово повторюваним та ступеневим процесом відбору, а делегати повинні обиратися на основі квот. Питома вага диференційованих виборів має становити понад 15%, партійні організації на всіх рівнях мають ефективно зміцнити своє керівництво, провести ретельну підготовку, покласти край агітації та підкупу й іншим зловживанням і порушенням». «Виборчий процес розпочинається негайно і завершиться наприкінці червня 2022 року». Фактичний виборчий процес не завершився наприкінці червня і продовжився у липні.
Після цього в організаційному відділі ЦК КПК відбулась нарада з питань підготовки до виборів делегатів 20-го з'їзду КПК. Відповідальний працівник Організаційного відділу ЦК КПК дав інтерв'ю журналістам інформаційного агентства Сіньхуа з питань, пов'язаних з виборами делегатів на 20-ті Всекитайські збори народних представників.
З 15 квітня 2022 року Генеральний секретар ЦК КПК Сі Цзіньпін доручив провести онлайн-консультації щодо першого в історії КПК національного з'їзду.
22 квітня 2022 року на зборах делегатів від делегації Гуансі-Чжуанського автономного району, які відбулись у Наньніні, одноголосно обраний делегатом 20-го Всекитайського з'їзду КПК у Гуансі Сі Цзіньпін.
25 вересня 2022 року були обрані всі делегати 20-го Всекитайського з'їзду КПК, загалом 2296 делегатів були обрані всіма виборчими одиницями по всій країні, а Кваліфікаційна комісія делегатів 20-го Всекитайського з'їзду підтвердила їхнє право на участь у з'їзді.
Загальна кількість виборчих округів була скорочена з 40 до 38.

## Реакція

### Країни

#### Північна Корея
Генеральний секретар Трудової партії Кореї Кім Чен Ин надіслав вітального листа Сі Цзіньпіну з переобранням на посаду генерального секретаря КПК, висловивши надію на подальший розвиток їхніх зв’язків.

#### Росія
Президент Росії Володимир Путін привітав лідера Китаю з переобранням на безпрецедентний третій термін на посаді лідера.

#### Тайвань
Незабаром після вступної промови Сі Цзіньпіна, в якій він заявив, що КНР ніколи не відмовиться від можливості проведення військової операції проти Тайваню, Офіс президента Тайваню оприлюднив заяву, в якій заявив, що не піде на жоден компроміс. Гоміндан, з іншого боку, привітав Сі Цзіньпіна з переобранням на посаду генерального секретаря КПК.